# Wilhelm Riede (Botaniker)

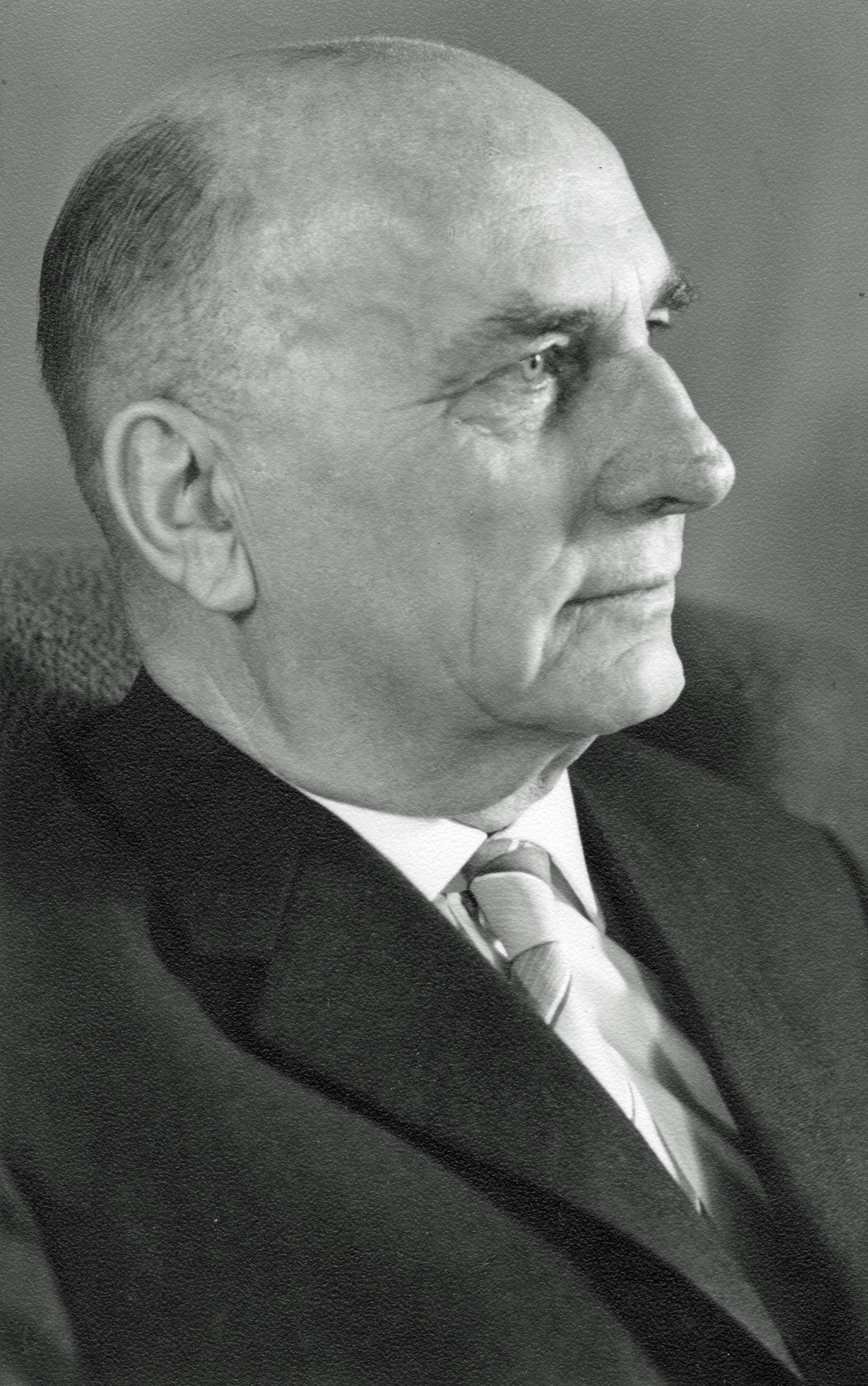
Wilhelm Riede 1955

Wilhelm Riede (* 14. Mai 1891 in Leipzig; † 9. März 1969 in Bonn) war ein deutscher Botaniker und Hochschullehrer an der Rheinischen Friedrich-Wilhelms-Universität Bonn.
Er studierte an der Friedrich-Wilhelms-Universität Berlin und gehörte seit 1910 der Burschenschaft Allemannia Berlin an.
Riede wurde 1940 zum außerplanmäßigen Professor für Botanik und Vererbungslehre an der Universität Bonn ernannt. Riede galt als führender Forscher auf dem Gebiet der Soja-Züchtung. Dabei setzte er die Forschungen von Max Körnicke (1874–1955) fort. Nach dem Zweiten Weltkrieg setzte er seine Lehrtätigkeit bis
1956 fort.

## Publikationen (Auswahl)
(teilweise in Ergänzung zu Worldcat)
- Untersuchungen über Wasserpflanzen. In: Flora oder Allgemeine Botanische Zeitung. Band 114, München 1919, S. 1–118 (zobodat.at [PDF]).
- Komplikationen in der Mendelspaltung. In: Verhandlungen des naturhistorischen Vereines der preussischen Rheinlande. Band 88, 1932, S. 15–31 (zobodat.at [PDF]).
- Deutscher Sojabau. Was muss der Sojabauer wissen? Behre-Verlag, Hamburg 1935.
- mit B. Rewald: Beiträge zur Sojafrage, Landwirtschaftliche Versuchs-Stationen 117 (5–6), S. 313–336.[6]
- mit B. Rewald: Das Verhalten von Fett, Phosphatiden und Eiweiss während der Samenreife, Biochemische Zeitschrift, 260 (1–3) S. 147–152.[7]